# 이상번 (야구인)
이상번(李相繁, 1970년 3월 5일 ~ )은 前 프로야구 롯데 자이언츠의 투수이자 前 동의대학교 야구부 감독이다. 포지션은 투수이다.

## 통산 전적
- 평균 자책점 : 4.50
- 출전 경기 기록 : 135경기
- 완투 : 1
- 승리 : 9
- 패전 : 13
- 세이브 : 1
- 승률 : 0.409
- 타자 : 1417
- 이닝 : 327 2/3
- 피안타 : 296
- 피홈런 : 34
- 볼넷 : 174
- 사구 : 16
- 탈삼진 : 150
- 실점 : 176
- 자책점 : 164

## 출신 학교
- 마산동중학교
- 현대공업고등학교

## 등번호
- 48(1989 ~ 1991)
- 19(1992 ~ 1997)
- 43
- 72
- 83 (2009 ~ 현재)

## 같이 보기
- 조성옥
- 양성제
- 진종길
- 김백만
- 김민호